# Thaya
Pour les articles homonymes, voir Thaya (homonymie).
La Thaya (en allemand : Thaya ; en tchèque : Dyje) est une rivière d'Autriche et de Tchéquie, un affluent de la Morava et donc un sous-affluent du Danube. 

## Géographie
La Thaya a une longueur de 235 km. Elle est formée à Raabs à 410 m d'altitude par la jonction de deux rivières, la Thaya allemande (Deutsche Thaya) et la Thaya morave (Moravska Dyje). La frontière entre l'Autriche et la Tchéquie (respectivement Basse-Autriche et Moravie) la traverse, et suit son talweg sur trois sections.
Dans son cours central, elle est encaissée profondément (100 m) entre les collines en faisant des méandres : cette partie de la vallée est dominée par de nombreux châteaux (Karlstein, Kollmitz, Drosendorf, Hardegg, Kaja, Raabs) et est incluse dans le parc national de la vallée de la Thaya. Des grands barrages ont été construits en Moravie à Vranov et à Nové Mlýny. C'est dans un de ces lacs que se jette le plus grand affluent de la Thaya, la Svratka (174 km) peu après son confluent avec la Jihlava (183 km). La Thaya traverse les villes de Raabs (3 000 hab.), Znojmo ( 35 000 hab.), Laa ( 6 000 hab.), le parc du château de Lednice (site inscrit au patrimoine mondial de l'UNESCO) et finalement Břeclav (25 000 hab.). Peu après, elle se jette dans la Morava à une altitude de 147 m, là où les frontières autrichiennes, tchèques et slovaques se rencontrent.
La Thaya Morave (Moravská Dyje) prend sa source près de Třešť (6 000 hab.) dans les hauteurs séparant la Bohême de la Moravie à une altitude de 653 m. Elle court vers le sud, traverse la ville de Dačice (8 000 hab.) et a une longueur de 68 km.
La Thaya allemande (Deutsche Thaya) prend sa source près de Schweiggers dans le Waldviertel à une altitude de 657 m. Elle traverse Waidhohen sur la Thaya (5 700 hab.) et a une longueur de 75 km.
En 2006 à Raabs, la Thaya connut deux crues centennales lors de la même année. La première (364 m3/s), le 29 mars, résultait de la fonte des neiges causée par un fort redoux après un hiver très enneigé. Cette crue concerna tout le bassin de la Morava. La deuxième, nettement plus localisée, eut lieu le 29 juin (536 m3/s) et fut causée par de fortes pluies après un mois de juin très pluvieux. À cet endroit, le débit normal est de 7,1 m3/s. Près du confluent avec la Morava, à Bernardsthal, le débit moyen est de 45 m3/s.
Le 26 mai 1936, 31 enfants se sont noyés à Nové Mlýny pendant une excursion scolaire lors de la traversée de la rivière parce que le bac était surchargé.

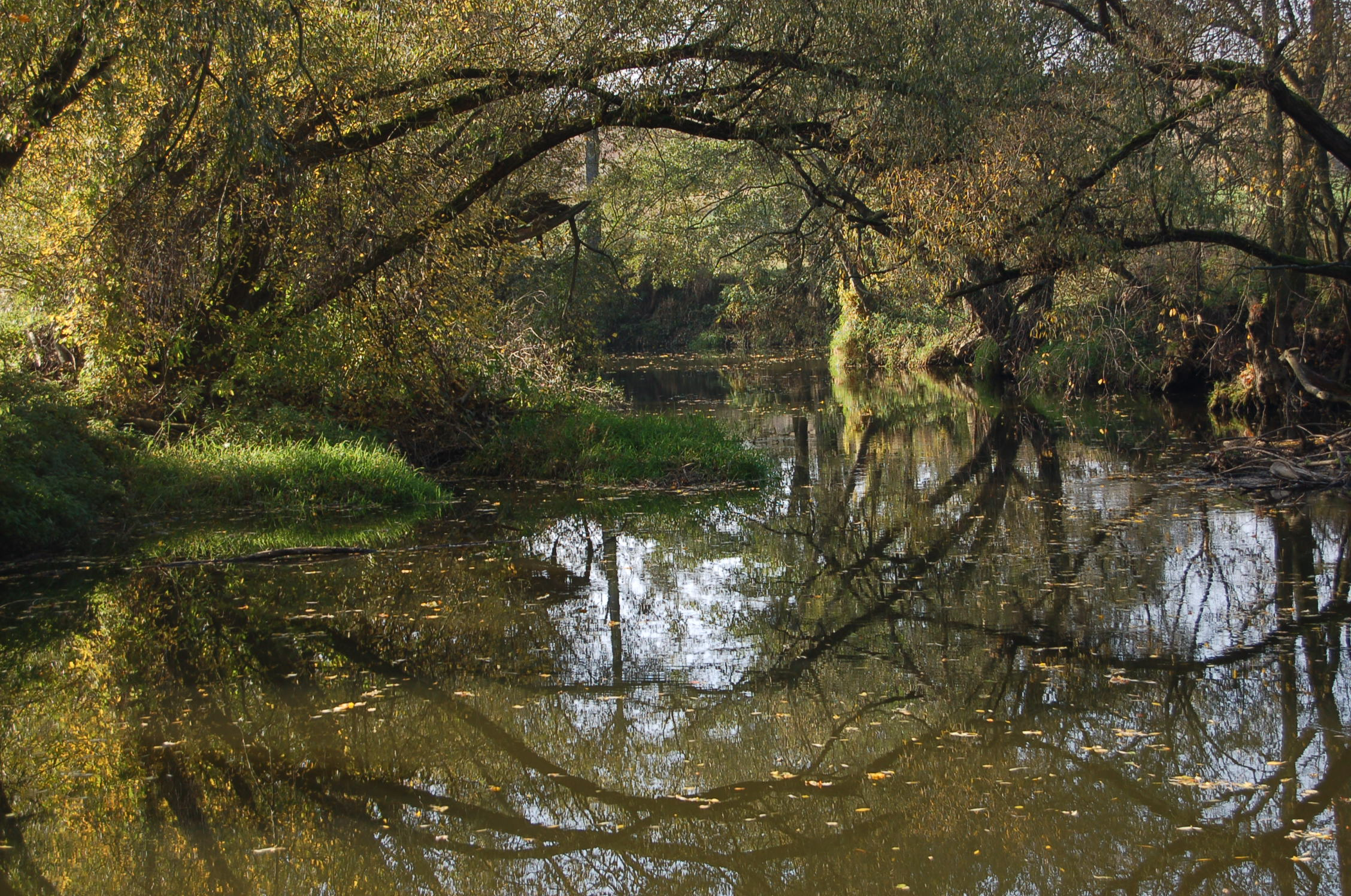
La Thaya allemande à Dobersberg.
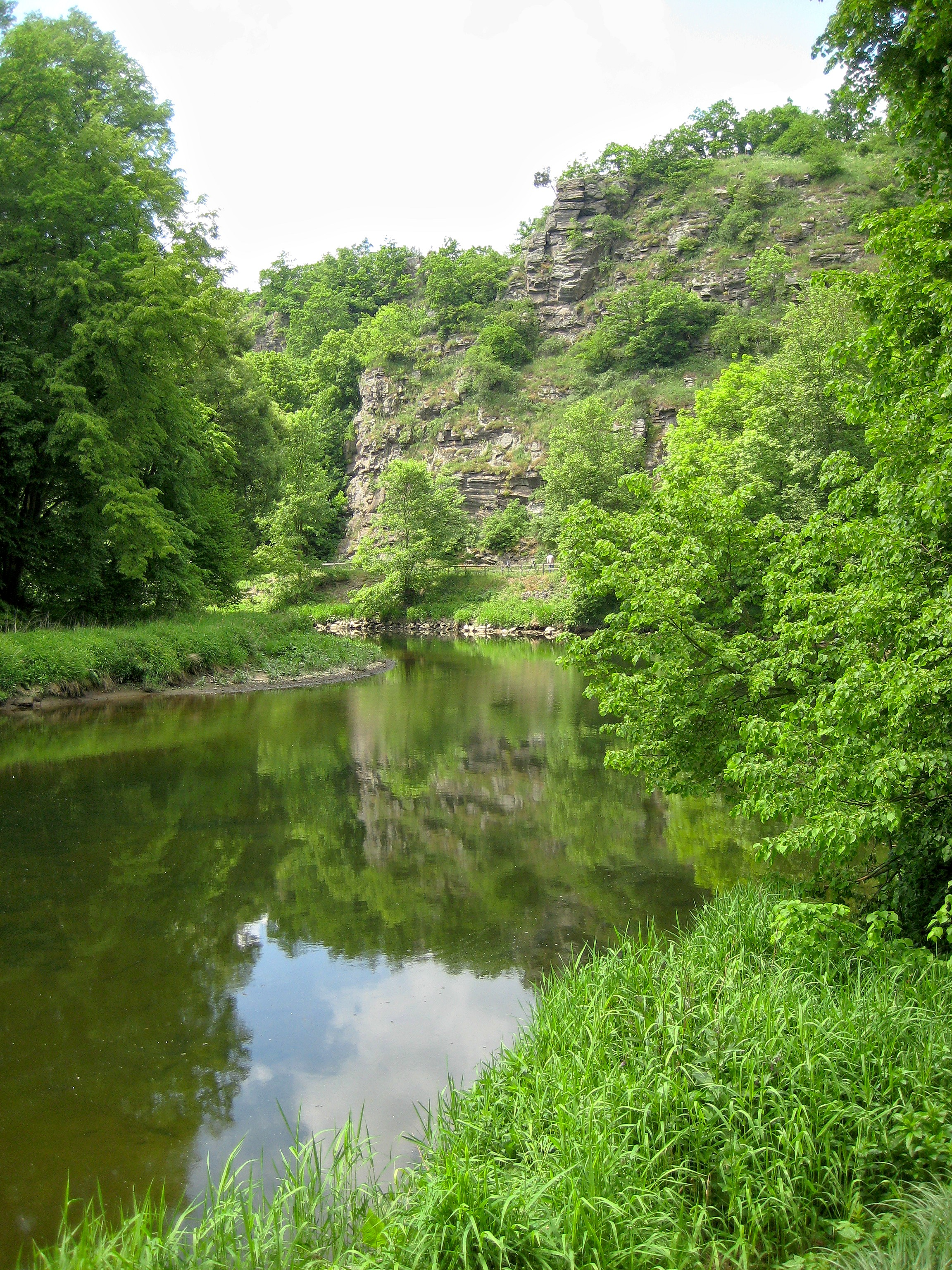
La Thaya en aval de Raabs sur la Thaya.
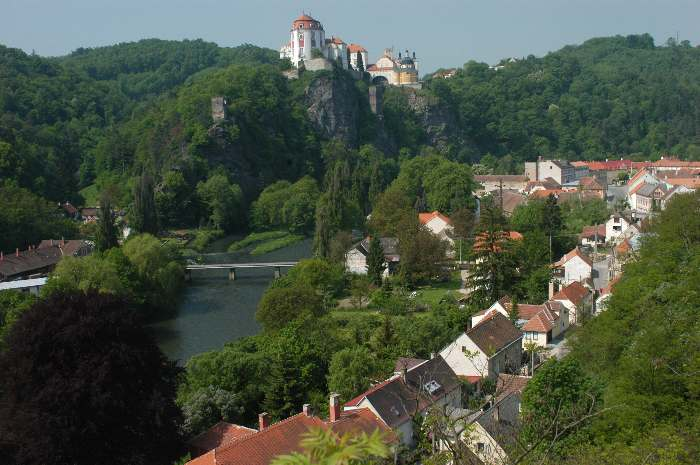
Vranov sur la Dyje.
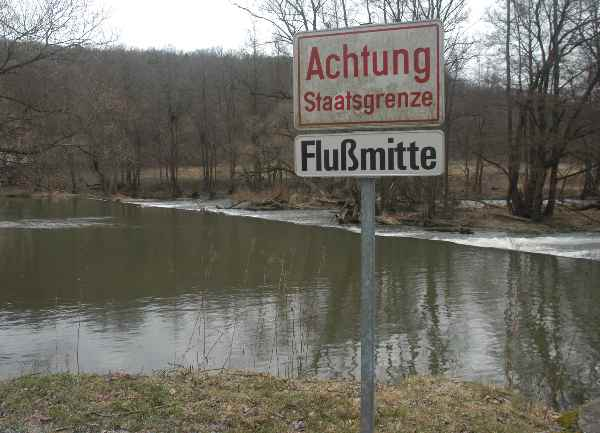
La Thaya à Hardegg, à la frontière austro-tchèque.
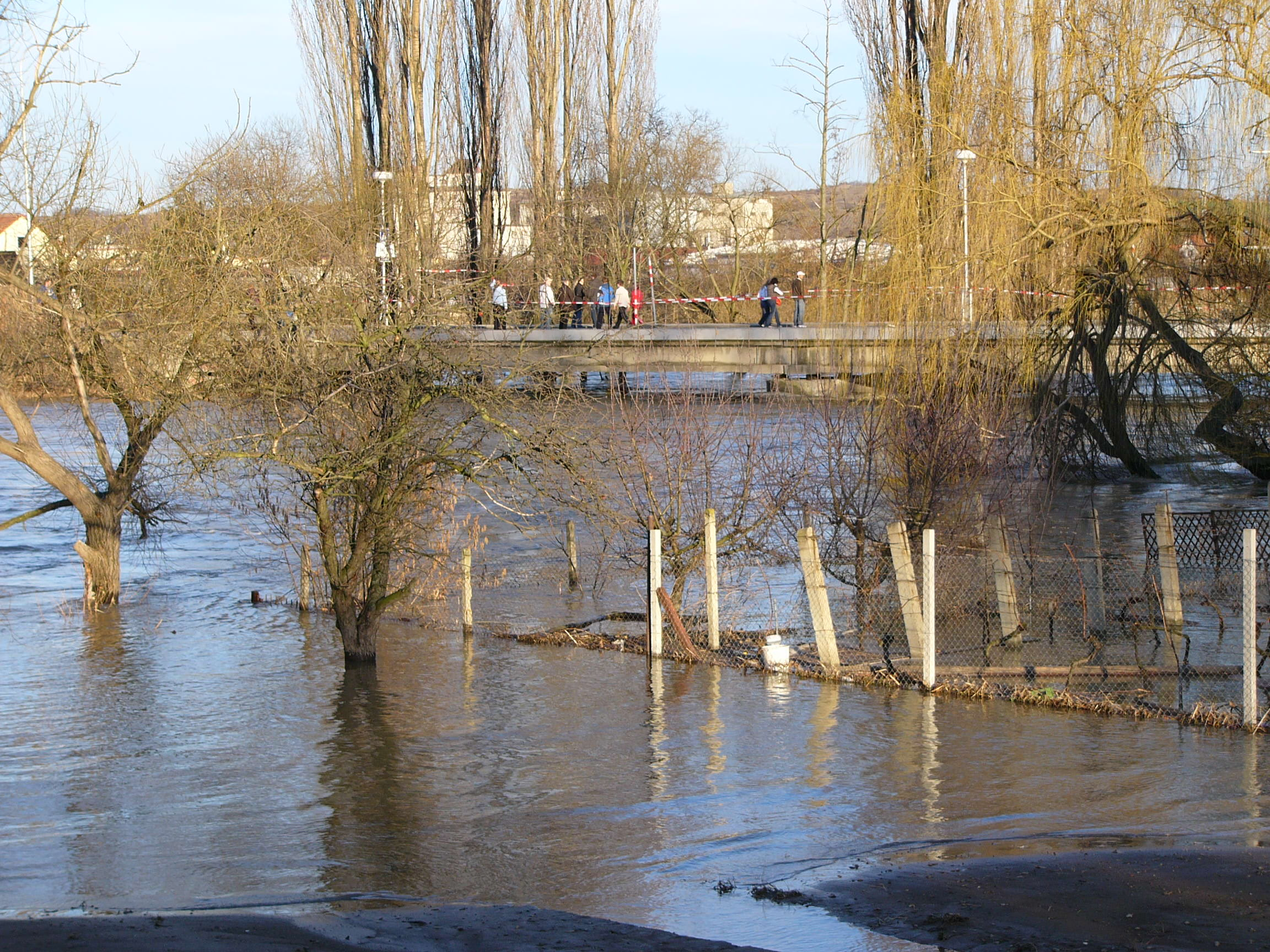
La crue de 2006 à Znojmo.
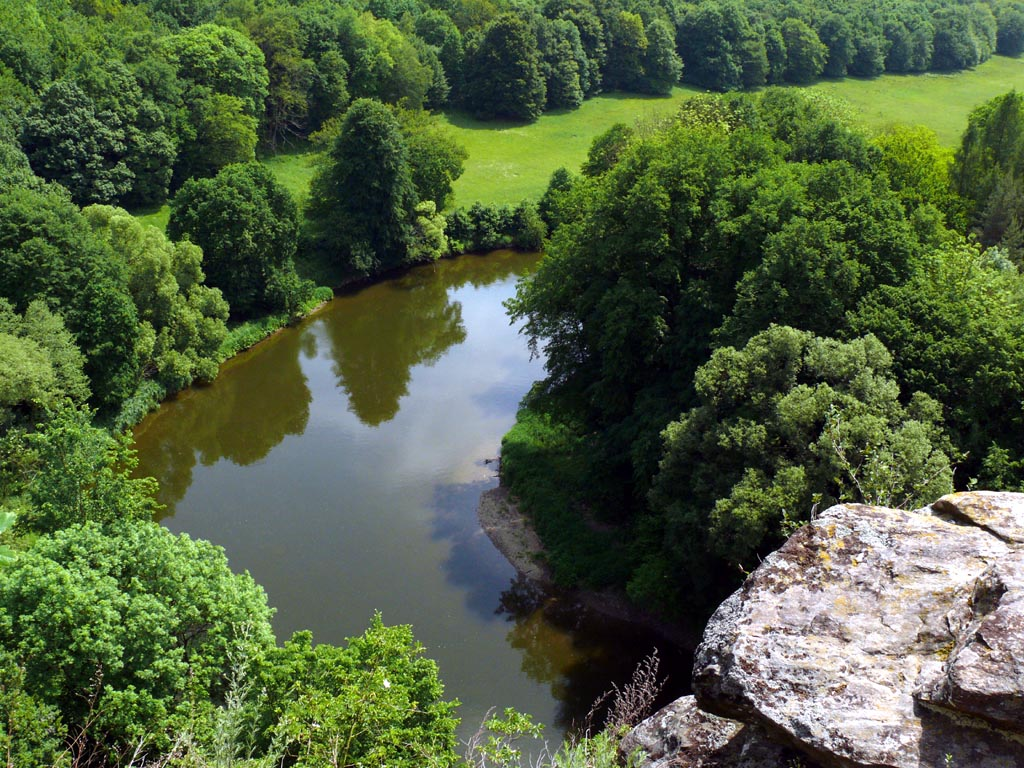
La Thaya en Moravie, dans le parc national des rives de la Dyje.
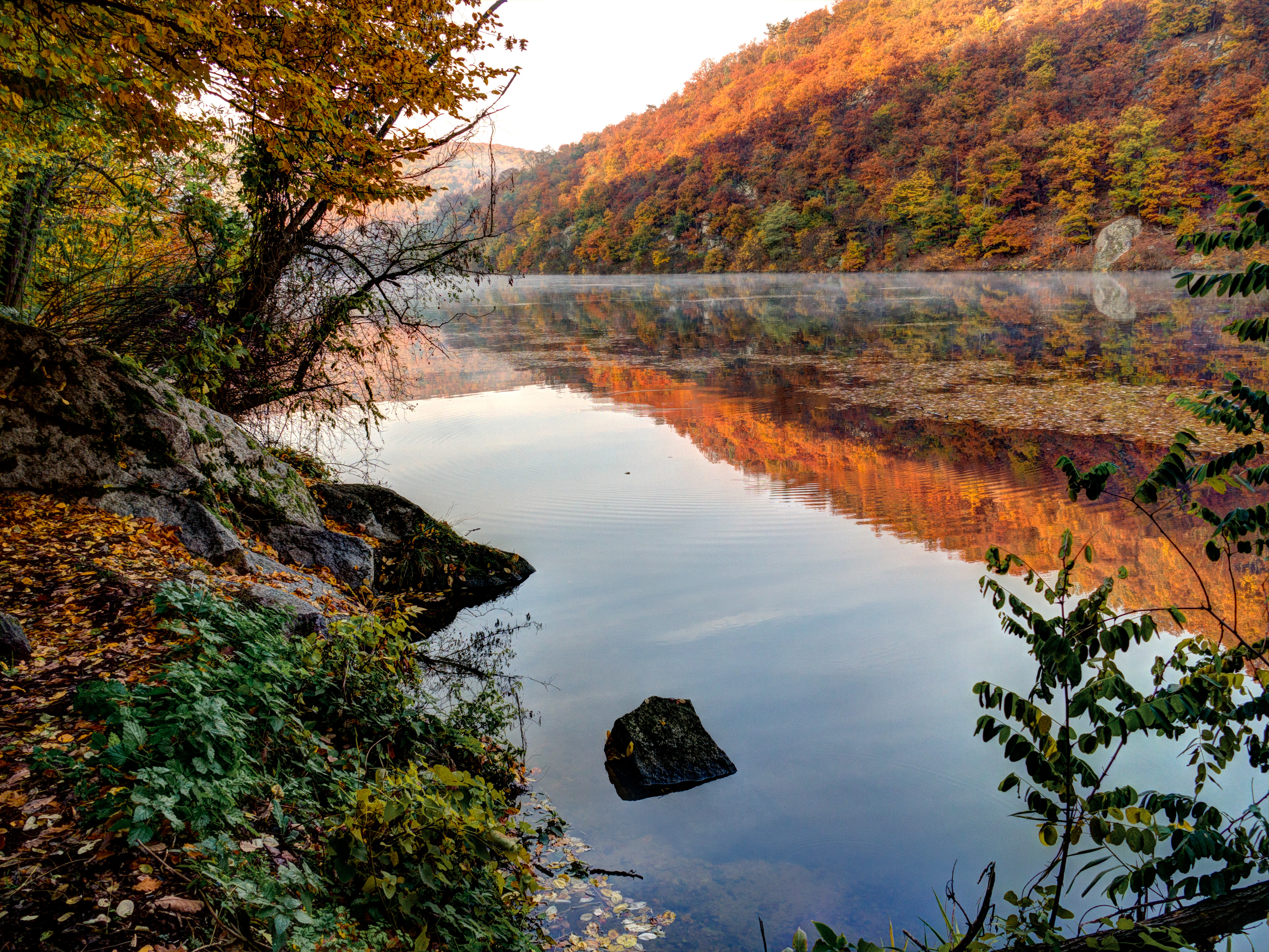
Le parc national de la vallée de la Thaya.
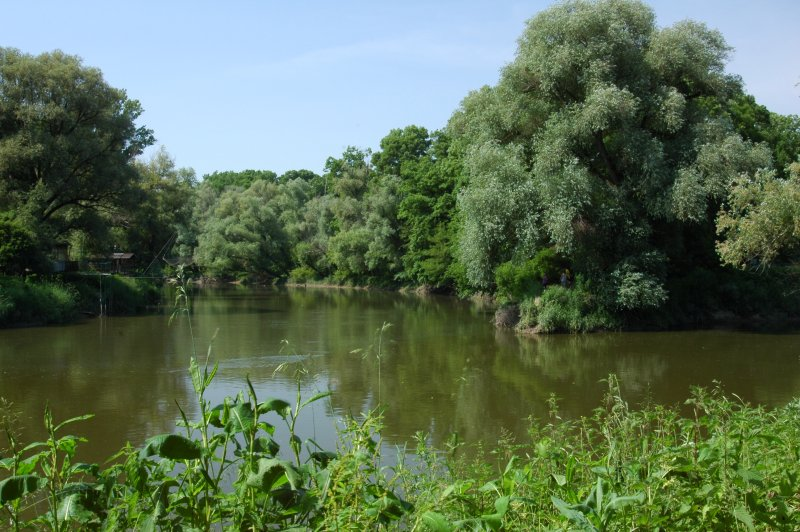
Confluence de la Thaya et de la Morava.